# NGC 3563
NGC 3563 је спирална галаксија у сазвежђу Лав која се налази на NGC листи објеката дубоког неба.
Деклинација објекта је + 26° 57' 51" а ректасцензија 11h 11m 25,2s. Привидна величина (магнитуда) објекта NGC 3563 износи 13,5 а фотографска магнитуда 14,5. NGC 3563 је још познат и под ознакама NGC 3563A, UGC 6234, MCG 5-27-14, KCPG 277B, CGCG 156-14, NPM1G +27.0306, PGC 34025.